# Caiac canoe la Jocurile Olimpice de vară din 2024 - C-2 500 m feminin
Proba feminină de canoe C-2 500 de metri de la Jocurile Olimpice de vară din 2024 a avut loc în perioada 6-9 august 2024 pe Stadionul Nautic Olimpic Național din Île-de-France, aflat la aproximativ 30 de kilometri de Paris.

## Program
Orele sunt ora Franței (UTC+1) 
| Data                  | Timp        | Etapă                    |
| --------------------- | ----------- | ------------------------ |
| Marți, 6 august 2024  | 9:30 13:20  | Serii Sferturi de finală |
| Vineri, 9 august 2024 | 10:30 12:40 | Semifinale Finale        |

## Rezultate

### Serii

#### Seria 1
| Loc | Culoar | Canotoare                                        | Țară     | Timp    | Note |
| --- | ------ | ------------------------------------------------ | -------- | ------- | ---- |
| 1   | 5      | Xu Shixiao Sun Mengya                            | China    | 1:54,45 | CSE  |
| 2   | 3      | Liudmyla Luzan Anastasiia Rybachok               | Ucraina  | 1:55,88 | CSE  |
| 3   | 4      | Sylwia Szczerbińska Dorota Borowska              | Polonia  | 1:58,42 | CSF  |
| 4   | 7      | María Mailliard Paula Gómez                      | Chile    | 2:00,28 | CSF  |
| 5   | 6      | Lisa Jahn Hedi Kliemke                           | Germania | 2:01,15 | CSF  |
| 6   | 8      | Axelle Renard Eugénie Dorange                    | Franța   | 2:01,68 | CSF  |
| 7   | 2      | Yarisleidis Cirilo Duboys Yinnoly Lopez Lamadrid | Cuba     | 2:03,54 | CSF  |

#### Seria 2
| Loc | Culoar | Canotoare                       | Țară              | Timp    | Note |
| --- | ------ | ------------------------------- | ----------------- | ------- | ---- |
| 1   | 6      | Sloan MacKenzie Katie Vincent   | Canada            | 1:54,16 | CSE  |
| 2   | 4      | Antía Jácome María Corbera      | Spania            | 1:55,63 | CSE  |
| 3   | 5      | Agnes Kiss Bianka Nagy          | Ungaria           | 1:56,82 | CSF  |
| 4   | 3      | Daniela Cociu Maria Olărașu     | Republica Moldova | 1:58,81 | CSF  |
| 5   | 2      | Mariya Brovkova Rufina Iskakova | Kazahstan         | 2:00,05 | CSF  |
| 6   | 7      | Ayomide Bello Beauty Otuedo     | Nigeria           | 2:10,11 | CSF  |

### Sferturi de finală

#### Sfert de finală 1
| Loc | Culoar | Canotoare                                        | Țară              | Timp    | Note |
| --- | ------ | ------------------------------------------------ | ----------------- | ------- | ---- |
| 1   | 5      | Sylwia Szczerbińska Dorota Borowska              | Polonia           | 1:55,39 | SF   |
| 2   | 4      | Daniela Cociu Maria Olărașu                      | Republica Moldova | 1:56,22 | CSE  |
| 3   | 2      | Yarisleidis Cirilo Duboys Yinnoly Lopez Lamadrid | Cuba              | 1:56,38 | CSE  |
| 4   | 3      | Lisa Jahn Hedi Kliemke                           | Germania          | 1:56,56 | FB   |
| 5   | 6      | Ayomide Bello Beauty Otuedo                      | Nigeria           | 2:07,86 | FB   |

#### Sfert de finală 2
| Loc | Culoar | Canotoare                       | Țară      | Timp    | Note |
| --- | ------ | ------------------------------- | --------- | ------- | ---- |
| 1   | 5      | Agnes Kiss Bianka Nagy          | Ungaria   | 1:59,89 | CSE  |
| 2   | 4      | María Mailliard Paula Gómez     | Chile     | 2:00,82 | CSEF |
| 3   | 6      | Axelle Renard Eugénie Dorange   | Franța    | 2:00,91 | CSE  |
| 4   | 3      | Mariya Brovkova Rufina Iskakova | Kazahstan | 2:01,76 | FB   |

### Semifinale

#### Semifinala 1
| Loc | Culoar | Canotoare                                        | Țară    | Timp    | Note |
| --- | ------ | ------------------------------------------------ | ------- | ------- | ---- |
| 1   | 5      | Xu Shixiao Sun Mengya                            | China   | 1:53,73 | FA   |
| 2   | 4      | Antía Jácome María Corbera                       | Spania  | 1:56,55 | FA   |
| 3   | 6      | Yarisleidis Cirilo Duboys Yinnoly Lopez Lamadrid | Cuba    | 1:57,03 | FA   |
| 4   | 3      | Sylwia Szczerbińska Dorota Borowska              | Polonia | 1:57,19 | FA   |
| 5   | 2      | María Mailliard Paula Gómez                      | Chile   | 1:58,10 | FB   |

#### Semifinala 2
| Loc | Culoar | Canotoare                          | Țară              | Timp    | Note |
| --- | ------ | ---------------------------------- | ----------------- | ------- | ---- |
| 1   | 5      | Sloan MacKenzie Katie Vincent      | Canada            | 1:55,34 | FA   |
| 2   | 6      | Agnes Kiss Bianka Nagy             | Ungaria           | 1:55,51 | FA   |
| 3   | 4      | Liudmyla Luzan Anastasiia Rybachok | Ucraina           | 1:55,62 | FA   |
| 4   | 3      | Daniela Cociu Maria Olărașu        | Republica Moldova | 1:56,66 | FA   |
| 5   | 2      | Axelle Renard Eugénie Dorange      | Franța            | 1:57,14 | FB   |

### Finale

#### Finala B
| Loc | Culoar | Canotoare                       | Țară      | Timp    | Note |
| --- | ------ | ------------------------------- | --------- | ------- | ---- |
| 1   | 6      | Lisa Jahn Hedi Kliemke          | Germania  | 1:56,48 |      |
| 2   | 4      | Axelle Renard Eugénie Dorange   | Franța    | 1:57,02 |      |
| 3   | 3      | Mariya Brovkova Rufina Iskakova | Kazahstan | 1:57,58 |      |
| 4   | 5      | María Mailliard Paula Gómez     | Chile     | 2:05,02 |      |
| 5   | 2      | Ayomide Bello Beauty Otuedo     | Nigeria   | 2:15,20 |      |

#### Finala A
Rezultate finala A.
| Loc | Culoar | Canotoare                                        | Țară              | Timp    | Note |
| --- | ------ | ------------------------------------------------ | ----------------- | ------- | ---- |
| 1   | 5      | Xu Shixiao Sun Mengya                            | China             | 1:52,81 |      |
| 2   | 2      | Liudmyla Luzan Anastasiia Rybachok               | Ucraina           | 1:54,30 |      |
| 3   | 4      | Sloan MacKenzie Katie Vincent                    | Canada            | 1:54,36 |      |
| 4   | 6      | Agnes Kiss Bianka Nagy                           | Ungaria           | 1:54,90 |      |
| 5   | 1      | Sylwia Szczerbińska Dorota Borowska              | Polonia           | 1:55,75 |      |
| 6   | 3      | Antía Jácome María Corbera                       | Spania            | 1:56,65 |      |
| 7   | 8      | Daniela Cociu Maria Olărașu                      | Republica Moldova | 1:56,96 |      |
| 8   | 7      | Yarisleidis Cirilo Duboys Yinnoly Lopez Lamadrid | Cuba              | 2:01,77 |      |